# Il ragazzo d'oro
Il ragazzo d'oro è il primo album in studio del rapper italiano Guè, pubblicato il 14 giugno 2011 dalla Universal Music Group.

## Descrizione
Il ragazzo d'oro segna l'esordio da solista dell'artista e presenta collaborazioni con vari artisti appartenenti all'hip hop italiano, tra cui anche i membri del collettivo Dogo Gang, a cui appartiene il rapper stesso. Riguardo al disco, Guè ha commentato:
In un'intervista del 2018 il rapper ha in seguito definito il disco come una sorta di mixtape o progetto parallelo a causa delle molte collaborazioni e dal fatto che è stato realizzato durante la sua attività con i Club Dogo, ritenendolo pertanto «non riuscito al cento per cento».
Il disco contiene inoltre uno dei primi esempi di sonorità trap in Italia nella title track, grazie alla produzione dei 2nd Roof.

## Tracce
1. Dichiarazione (prodotto da Fritz da Cat) – 2:36
2. Giù il soffitto (prodotto da 2nd Roof) – 3:20
3. Ultimi giorni (prodotto da Don Joe (Dogozilla)) – 3:03
4. Il ragazzo d'oro (feat. Caneda – prodotto da 2nd Roof) – 3:36
5. Non lo spegnere (feat. Entics – prodotto da Don Joe (Dogozilla)) – 3:16
6. Figlio di Dio (prodotto da Bassi Maestro (Sano Business) – 2:57
7. XXX Pt. 1 (Softcore) (feat. Baby K – prodotto da Shablo (The Second Feeling)) – 3:12
8. La G la U la E (prodotto da Zonta (Unltd Struggle Recordings)) – 2:45
9. Il blues del perdente (6 gradi di separazione) (prodotto da Roc Beats aka DJ Shocca (Unltd Struggle Recordings)) – 3:05
10. Big! (feat. Entics, Ensi, Ntò, Marracash, Jake La Furia, Nex Cassel – prodotto da Geeno (First Million)) – 3:54
11. XXX Pt. 2 (Hardcore) (feat. Zuli, Emis Killa, Vacca – prodotto da Del) – 4:29
12. Grezzo (feat. Vincenzo da Via Anfossi, Montenero – prodotto da 2nd Roof) – 4:41
13. Pillole (feat. Duellz – prodotto da Denny the Cool) – 3:41
14. Non mi crederai (feat. Caneda – prodotto da Shablo (The Second Feeling))
15. Conta su di me (feat. Caprice – prodotto da Don Joe e Shablo (The Italian Job)) – 3:40
16. Da grande (prodotto da 2nd Roof) – 4:06

Traccia bonus nell'edizione di iTunes
1. Conta su di me (Video) – 3:45

CD/LP bonus nella riedizione del 2021
1. Dichiarazione (Young Miles RMX) – 2:18
2. Giù il soffitto (2nd Roof RMX) – 2:44
3. Ultimi giorni (Shablo RMX) – 3:25
4. Il ragazzo d'oro (feat. Caneda) (Charlie Charles RMX) – 4:11
5. Non lo spegnere (feat. Entics) (Junior K RMX) – 3:46
6. Figlio di Dio (Gemitaiz RMX) – 2:42
7. La G la U la E (Don Joe RMX) – 2:49
8. Il blues del perdente (6 gradi di separazione) (DJ Harsh RMX) – 3:19
9. Big! (feat. Entics, Ensi, Ntò, Jake La Furia, Marracash, Nex Cassel) (Drillionaire RMX) – 3:38
10. Pillole (feat. Duellz) (Night Skinny RMX) – 3:15
11. Diventare grande (Lazza RMX) – 3:50

## Classifiche
Edizione standard
| Classifica (2011) | Posizione massima |
| ----------------- | ----------------- |
| Italia            | 5                 |

Il ragazzo d'oro - 10 anni dopo
| Classifica (2021) | Posizione massima |
| ----------------- | ----------------- |
| Italia            | 4                 |